# Мелентьев, Александр Реммович

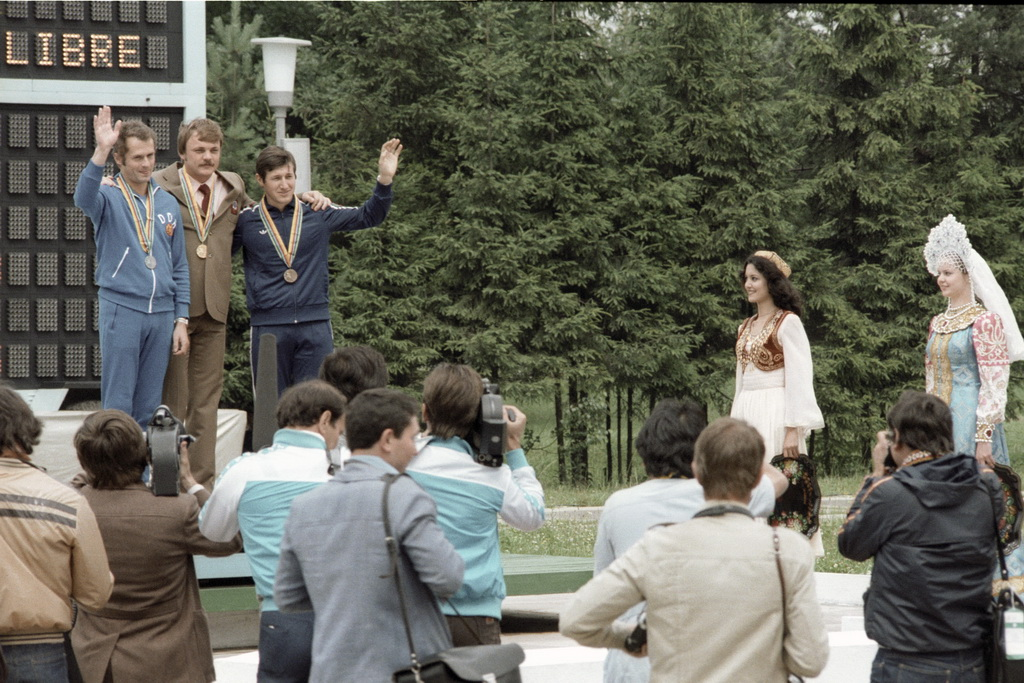
Мелентьев на пьедестале почёта ОИ 1980

Алекса́ндр Реммович Меле́нтьев (27 июня 1954 года, Пенза — 16 февраля 2015 года, Бишкек) — советский стрелок из пистолета, олимпийский чемпион (1980), заслуженный мастер спорта СССР (1980). Тренер.
Рекордсмен Олимпийских игр с 1980 года. Обладал мировым рекордом в стрельбе на 50 метров из произвольного пистолета с 20 июля 1980 года по 9 сентября 2014 года. Его рекорд был превзойдён южнокорейским стрелком Чин Джон О через 34 года.

## Биография
Выступал за фрунзенское «Динамо». После окончания Киргизского государственного института физической культуры работал тренером-преподавателем. После распада Советского Союза вместе с женой тренировал сборные Кувейта и Новой Зеландии, затем переехал в США.

## Спортивные достижения
- чемпион Олимпийских игр 1980
- восьмикратный чемпион мира (1982, 1983, 1986, 1987, 1989 в командных соревнованиях)
- восьмикратный чемпион Европы (1981 в стрельбе из малокалиберного пистолета, 1980, 1981, 1984—1986, 1988 в командных соревнованиях)
- двукратный серебряный призёр чемпионатов Европы (1972, 1980)
- тринадцатикратный чемпион СССР (1979—1989)
- победитель соревнований «Дружба-84»
- обладатель олимпийского рекорда (581 очко в стрельбе из произвольного пистолета)
- экс-рекордсмен мира
- рекордсмен Европы
- рекордсмен СССР

## Память
Александр Мелентьев изображён на почтовой марке КНДР номиналом 10 чон из серии, посвящённой победителям Олимпиады-80, выпущенной 20 октября 1980 года.